# Nové Sady (Olomouc)
Nové Sady (Duits: Neustift, soms Nové Sady u Olomouce ter onderscheiding van andere plaatsen met dezelfde naam) is een stadsdeel, kadastrale gemeente en voormalige gemeente in Moravische statutaire stad Olomouc. Nové Sady telt 13.524 inwoners (2021) en is daarmee het op een na grootste stadsdeel van de stad. Nové Sady kende een Duitssprekende minderheid, na de Tweede Wereldoorlog werd deze minderheid met de Beneš-decreten gedwongen naar Duitsland te verhuizen.
In het zuiden de wijk bevindt zich het station Olomouc-Nové Sady, terwijl aan de noordkant, net buiten de wijk, zich het station Olomouc-Smetanovy sady bevindt. Daarnaast bevinden zich in de wijk drie tramhaltes Trnkova, V Kotlině en Zikova.

## Geschiedenis
- 1314 – Nové Sady wordt gesticht als Newdorf.[2]
- 1883 – De opening van het station Olomouc-Nové Sady aan de spoorlijn 301 tussen Olomouc hlavní nádraží en Nezamyslice.
- 1919 – De gemeente Nové Sady wordt samengevoegd met de stad Olomouc en andere voorsteden van Olomouc om zo Velká Olomouc (Groot-Olomouc) te vormen.[3]
- 1922 – De lokale voetbalclub FK Nové Sady wordt opgericht, tegenwoordig heeft de club ook een vrouwenafdeling.
- 1924 – De bibliotheek van Olomouc opent een plaatselijke vestiging.
- 2013 – Ingebruikname van de nieuwe tramlijn met twee haltes in de wijk.[4]
- 2023 – Ingebruikname van de tramhalte Zikova in Nové Sady.[5][6]

## Aanliggende kadastrale gemeenten
| Aanliggende kadastrale gemeenten | Aanliggende kadastrale gemeenten | Aanliggende kadastrale gemeenten | Aanliggende kadastrale gemeenten | Aanliggende kadastrale gemeenten |
| -------------------------------- | -------------------------------- | -------------------------------- | -------------------------------- | -------------------------------- |
|                                  |                                  | Olomouc-město                    |                                  |                                  |
|                                  |                                  |                                  |                                  |                                  |
| Povel                            | Hodolany                         |                                  |                                  |                                  |
|                                  |                                  |                                  |                                  |                                  |
| Slavonín                         |                                  | Nemilany                         |                                  | Holice                           |

Bělidla ·
Černovír ·
Droždín ·
Chomoutov ·
Chválkovice ·
Hejčín ·
Hodolany ·
Holice ·
Klášterní Hradisko ·
Lazce ·
Lošov ·
Nedvězí ·
Nemilany ·
Neředín ·
Nová Ulice ·
Nové Sady ·
Nový Svět ·
Olomouc-město ·
Pavlovičky ·
Povel ·
Radíkov ·
Řepčín ·
Slavonín ·
Svatý Kopeček ·
Topolany ·
Týneček